# استر بالينت
استر بالينت (بالإنجليزية: Eszter Balint)‏ (و. 1966 – م) هي ممثلة، ومغنية من الولايات المتحدة الأمريكية. ولدت في بودابست. 

## وصلات خارجية
- استر بالينت على موقع IMDb (الإنجليزية)
- استر بالينت على موقع ألو سيني (الفرنسية)
- استر بالينت على موقع ميوزك برينز (الإنجليزية)
- استر بالينت على موقع أول موفي (الإنجليزية)
- استر بالينت على موقع قاعدة بيانات الأفلام السويدية (السويدية)
- استر بالينت على موقع أول ميوزيك (الإنجليزية)
- استر بالينت على موقع ديسكوغز (الإنجليزية)
- استر بالينت على موقع قاعدة بيانات الفيلم (الإنجليزية)
- استر بالينت على موقع كينوبويسك (الروسية)